# Brasil en la Copa Mundial de Fútbol Sub-20 de 2011
La Selección de Brasil fue uno de los 24 equipos participantes en la Copa Mundial de Fútbol Sub-20 de 2011, torneo que se llevó a cabo entre el 29 de julio y el 20 de agosto de 2011 en Colombia .
En el sorteo realizado el 27 de abril en Cartagena de Indias la selección brasileña quedó emparejada en el Grupo E junto a Egipto, contra quien debutó, Austria y Panamá.

## Fase de grupos

### Tabla de posiciones
| Equipo  | Pts | PJ | PG | PE | PP | GF | GC | Dif |
| ------- | --- | -- | -- | -- | -- | -- | -- | --- |
| Brasil  | 7   | 3  | 2  | 1  | 0  | 8  | 1  | 7   |
| Egipto  | 7   | 3  | 2  | 1  | 0  | 6  | 1  | 5   |
| Panamá  | 1   | 3  | 0  | 1  | 2  | 0  | 5  | -5  |
| Austria | 1   | 3  | 0  | 1  | 2  | 0  | 7  | -7  |

## Partidos
| 29 de julio de 2011, 21:00 | Brasil     | 1:1 (1:1) | Egipto    | Estadio Metropolitano Roberto Meléndez, Barranquilla               |                                                                    |
|                            | Danilo 12' | Reporte   | Gaber 26' | Asistencia: 44.569 espectadores Árbitro(s): Cuneyt Cakir (Turquía) | Asistencia: 44.569 espectadores Árbitro(s): Cuneyt Cakir (Turquía) |

| 1 de agosto de 2011, 20:00 | Brasil                                           | 3:0 (1:0) | Austria | Estadio Metropolitano Roberto Meléndez, Barranquilla                    |                                                                         |
|                            | Henrique 37' · Coutinho 52' (pen.) · Willian 63' | Reporte   |         | Asistencia: 9.299 espectadores Árbitro(s): Mark Geiger (Estados Unidos) | Asistencia: 9.299 espectadores Árbitro(s): Mark Geiger (Estados Unidos) |

| 4 de agosto de 2011, 20:00 | Brasil                                       | 4:0 (2:0) | Panamá | Estadio Metropolitano Roberto Meléndez, Barranquilla |                                           |
|                            | Henrique 40' · Coutinho 45+1' 52' · Dudu 89' |           |        | Árbitro(s): Mark Clattenburg (Inglaterra)            | Árbitro(s): Mark Clattenburg (Inglaterra) |

### Octavos de final
| 10 de agosto de 2011, 20:00 | Brasil                                      | 3:0 (0:0) | Arabia Saudita | Estadio Metropolitano Roberto Meléndez, Barranquilla             |                                                                  |
|                             | Henrique 46' · Gabriel Silva 69' · Dudu 86' | Reporte   |                | Asistencia: 37.448 espectadores Árbitro(s): István Vad (Hungría) | Asistencia: 37.448 espectadores Árbitro(s): István Vad (Hungría) |

### Cuartos de final
| 14 de agosto de 2011, 18:00 | Brasil                  | 2:2 (1:1, 1:0) | España                     | Estadio Hernán Ramírez Villegas, Pereira                             |                                                                      |
|                             | Willian 35' · Dudu 100' | Reporte        | Rodrigo 57' · Vázquez 102' | Asistencia: 29.318 espectadores Árbitro(s): Walter López (Guatemala) | Asistencia: 29.318 espectadores Árbitro(s): Walter López (Guatemala) |

| Tiros desde el punto penal |                  |     |                          |         |
| Casimiro                   | Acierto de penal | 1:0 | Fallo de penal (atajado) | Amat    |
| Danilo                     | Acierto de penal | 2:1 | Acierto de penal         | Roberto |
| Henrique                   | Acierto de penal | 3:2 | Acierto de penal         | Bartra  |
| Dudu                       | Acierto de penal | 4:2 | Fallo de penal (atajado) | Vázquez |

### Semifinal
| 17 de agosto de 2011, 20:00 | Brasil           | 2:0 (0:0) | México | Estadio Hernán Ramírez Villegas, Pereira                                  |                                                                           |
|                             | Henrique 80' 84' | Reporte   |        | Asistencia: 29.812 espectadores Árbitro(s): Mark Clattenburg (Inglaterra) | Asistencia: 29.812 espectadores Árbitro(s): Mark Clattenburg (Inglaterra) |

### Final
| 20 de agosto de 2011, 20:00 | Brasil              | 3:2 (2:2, 1:0) | Portugal                   | Estadio Nemesio Camacho El Campín, Bogotá |                                          |
|                             | Oscar 5', 78', 110' | Reporte        | Alex 9', · N. Oliveira 59' | Árbitro(s): Mark Geiger (Estados Unidos)  | Árbitro(s): Mark Geiger (Estados Unidos) |

| Bandera de Brasil |
| Campeón Brasil    |
| Quinto título     |

## Jugadores
| #  | Nombre        | Posición      | Edad | PJ Sel | Gol Sel | Club           |
| -- | ------------- | ------------- | ---- | ------ | ------- | -------------- |
| 1  | Gabriel       | Arquero       | 18   |        |         | Cruzeiro       |
| 2  | Danilo        | Defensa       | 20   |        |         | Porto          |
| 3  | Bruno         | Defensa       | 20   |        |         | São Paulo      |
| 4  | Juan Jesus    | Defensa       | 20   |        |         | Internacional  |
| 5  | Fernando      | Mediocampista | 19   |        |         | Grêmio         |
| 6  | Alex Sandro   | Defensa       | 20   |        |         | Santos         |
| 7  | Dudu          | Mediocampista | 19   |        |         | Cruzeiro       |
| 8  | Casemiro      | Mediocampista | 19   |        |         | São Paulo      |
| 9  | Willian       | Delantero     | 19   |        |         | São Paulo      |
| 10 | Coutinho      | Mediocampista | 19   |        |         | Inter de Milán |
| 11 | Oscar         | Mediocampista | 19   |        |         | Internacional  |
| 12 | Cesar         | Arquero       | 19   |        |         | Flamengo       |
| 13 | Frauches      | Defensa       | 18   |        |         | Flamengo       |
| 14 | Allan         | Mediocampista | 18   |        |         | Vasco da Gama  |
| 15 | Romário       | Defensa       | 19   |        |         | Internacional  |
| 16 | Gabriel Silva | Defensa       | 20   |        |         | Palmeiras      |
| 17 | Galhardo      | Defensa       | 19   |        |         | Flamengo       |
| 18 | Alan Patrick  | Mediocampista | 20   |        |         | Santos         |
| 19 | Henrique      | Delantero     | 20   |        |         | São Paulo      |
| 20 | Negueba       | Delantero     | 19   |        |         | Flamengo       |
| 21 | Aleksander    | Arquero       | 20   |        |         | Avaí           |

- Datos: Q5560413